# Gioventù Unificata Socialista della Catalogna
La Gioventù Unificata Socialista della Catalogna - Gioventù Comunista (in lingua catalana: Joventut Socialista Unificada de Catalunya - Joventut Comunista, JSUC) è una gioventù politica con un'ideologia marxista-leninista, un'organizzazione giovanile del PSUC Viu, e rifondata dopo la sua separazione dalla Gioventù Comunista della Catalogna (JCC). Funge da riferimento catalano per l'Unione delle Gioventù Comuniste di Spagna (UJCE), essendo rappresentato nel suo Comitato centrale.

## Statuti
È definita come un'organizzazione politica giovanile rivoluzionaria, democratica, femminista, repubblicana, catalana, internazionalista, euroscetticista, laica e indipendente che si batte per i diritti della classe lavoratrice e dei suoi giovani, e che è organizzata in Catalogna.